# Cephalaeschna klapperichi
Cephalaeschna klapperichi là loài chuồn chuồn trong họ Aeshnidae. Loài này được Schmidt mô tả khoa học đầu tiên năm 1961.